# Pepe Ruiz
José Francisco Ruiz Martín, más conocido como Pepe Ruiz, (Madrid, 14 de junio de 1941) es un actor español.

## Trayectoria profesional
Nació en la calle O'Donnell de Madrid, se crio en los aledaños de la plaza Mayor. Especializado en el género de la comedia, comenzó su actividad teatral en 1961 al tiempo que estudiaba Derecho y como primer actor del TEU del Distrito Universitario Madrileño fue Premio Nacional en 1962. Terminada la licenciatura, debuta sobre los escenarios en el Teatro de la Comedia de Madrid el 28 de septiembre de 1967, con la obra de Miguel Mihura Sólo el amor y la luna traen fortuna. 
Su paso por el cine ha sido menos destacado. Ha trabajado a las órdenes, entre otros, de Rafael Romero Marchent y Paul Naschy.
Habitual colaborador en programas y series de televisión, ha intervenido en varios episodios de los espacios Estudio 1, Teatro breve, Hora once y en las series Verano azul (1981), de Antonio Mercero y Teresa de Jesús (1984), de Josefina Molina, con Concha Velasco.
En 1999 se incorpora como cómico al programa de TVE Noche de fiesta, dirigido por José Luis Moreno. Un año después, dentro del mismo espacio, empieza a interpretar el papel del cascarrabias Avelino, marido de Pepa (Marisa Porcel), en el sketch Matrimoniadas. A la vista del éxito de la minicomedia, desde 2003, los actores que la interpretaban saltaron a los escenarios con la versión teatral. En 2004 Ruiz interpretó el mismo papel en la serie de Antena 3 La sopa boba y en 2007 en la serie de Telecinco Escenas de matrimonio.
Tanto él como su compañera Marisa Porcel dejaron Escenas de matrimonio para trasladarse a La familia Mata, que es donde trabajó hasta el final de la serie. En 2009 vuelve junto a Marisa Porcel a Escenas de matrimonio, en la que son los principales protagonistas.
En 2011, vuelve a la televisión junto a su pareja matrimonial en la ficción, Marisa Porcel, en Veo7, con la serie Aquí nos las den todas.
En 2022 adoptó el papel de abuelo-narrador en el espectáculo sobre la historia de España incluido en el festival Viva22, organizado por el partido político Vox.

## Premios
- Premio Júbilo (2007), del Grupo Júbilo, empresa perteneciente al Grupo Planeta, por su trabajo en televisión.
- Premio Antena de Oro 2008 por la comedia La familia Mata, de Antena 3.
- Premio Los mayores del año (2009), que concede anualmente el Ayuntamiento de Granada, por su trabajo en Escenas de matrimonio.
- En 2010 es homenajeado, conjuntamente con Marisa Porcel, en la XIII Edición de Premios La Cazuela a los personajes populares más salados.[3]
- Premio Estrella de Oro (2010), por su trayectoria profesional.

## Televisión
- Lo que yo te diga (2012)
- Aquí me las den todas (2011)
- Escenas de matrimonio (2007-2010).
- La familia Mata (2007-2009).
- La sopa boba (2004).
- Noche de fiesta (1999).
- La Revista (1995-1996)
- Teresa de Jesús (1984).
- Verano azul (1981).

## Filmografía
- Los caballeros del botón de ancla (1974).
- Cuando los maridos se iban a la guerra (1976).
- Un día con Sergio.
- Una y sonada.
- Haz la loca... no la guerra (1976).
- Eva, limpia como los chorros del oro (1977).
- El retorno del hombre lobo (1981).
- Juana la loca... de vez en cuando.
- Las autonosuyas (1983).
- Tobi (1978).
- Huevos revueltos.
- Hijos de papá.
- Los cántabros.
- La noche del hombre lobo.
- El pecador de la pradera.
- Esta noche no.
- Erzsébet (2013).
- Política Correcta
- La noche del ejecutor (1992).

## Teatro
A lo largo de su carrera, ha intervenido en decenas de montajes teatrales, incluyendo:
- Este cura.
- Por lo menos tres.
- Don Juan Tenorio
- Nerón-Paso (1969).
- El armario (1969).
- Un día en Madrid,
- El alma se serena (1969).
- El apagón.
- Ninette y un señor de Murcia.
- Ninette, modas de París.
- A media luz los tres (1977).
- Sálvese quien pueda.
- Anda mi madre.
- Cariño, ¿mañana qué hacemos?.
- Matrimoniadas.
- Ya tenemos chica. (1991).
- Ponte el bigote, Manolo (1989).
- Usted no sabe con quién está hablando.
- Mariquilla Terremoto (1996).
- El show mágico del circo.
- Robe usted primero.
- Camaleón story.
- Historias del tierno galán.
- ¡Ay! Felipe de mi ¡va!.
- Doña Mariquita de mi corazón (1985).
- Las cariñosas.
- Me río de Janeiro.
- ¡Y si encuentra algo mejor...!.